# Orika
Orika is een bestuurslaag in het regentschap Asahan van de provincie Noord-Sumatra, Indonesië. Orika telt 836 inwoners (volkstelling 2010).